# Idí i smotrí
Idí i smotrí (en rus: Иди́ и смотри́, literalment en català: "Vine i mira") és una pel·lícula soviètica de 1985 dirigida per Elem Klímov.El drama bèl·lic i de terror psicològic, protagonitzat per Fliora (Aleksei Kràvtxenko) i Glaixa (Olga Mirónova), tracta sobre els crims de guerra comesos per l'exèrcit nazi durant l'ocupació de Belarús, el 1943. El guió va ser escrit per Alès Adamòvitx i Elem Klímov.
L'exitosa pel·lícula va obtenir una entrada de 28,900,000 espectadors només a la Unió Soviètica.
El títol de la pel·lícula fa referència al capítol 6 de l'Apocalipsi:
"I quan va obrir el quart segell, vaig sentir una veu, del quart vivent, que deia: «Vine i mira!». I vaig veure, i heus aquí un cavall pàl·lid, i el qui seia sobre ell tenia per nom "La Mort", i l'Hades el seguia, i els fou donada potestat sobre la quarta part de la terra, per matar amb espasa, i amb fam, i amb mort de pesta, i amb les bèsties de la terra."

## Argument
Dos nens belarussos excaven sorra a la recerca d'armes abandonades que els permetin incorporar-se a les tropes de partisans. Un d'ells, Fliora, troba un rifle SVT-40 i pot així unir-se als partisans, que l'endemà el venen a buscar a casa i se l'emporten malgrat l'oposició de la seva mare.
Al bosc, els partisans es preparen per combatre les tropes nazis i surten tot seguit al seu encontre. Abans, però, el comandant ordena a Fliora de restar al campament com a reservista. Decebut, Fliora resta sol al bosc fins que es topa amb la trista Glaixa, una noia que com Fliora, tampoc ha sigut admesa a la guerrilla de partisans. L'encontre és de cop interromput pel foc de l'artilleria alemanya, que sotmet el campament a una intensa pluja de bombes que deixa a Fliora temporalment sord.
Els dos desemparats joves retornen al poble de Fliora després d'haver aconseguit sobreviure al furibund atac. Però al trobar el poble completament abandonat, Glaixa i Fliora es dirigeixen als aiguamolls, on Fliora creu que la seva família s'ha amagat. Abans de deixar el poble, però, Glaixa descobreix una pila de cossos nus aplegats al costat del mur posterior de la casa del jove.
No és fins que els dos joves han travessat els aiguamolls i es troben amb un grup de refugiats que Fliora comprèn que la seva família no ha sobreviscut.
El desolat jove s'incorpora a un petit grup de combatents a la recerca d'aliments pels habitants refugiats als aiguamolls, però la missió fracassa i Fliora acaba al poble ocupat de Perekhodi, on les tropes nazis tanquen tots els seus habitants a l'església, que seguidament és incendiada entre els desesperats crits de mares i infants, que acaben morint carbonitzats.
Fliora aconsegueix salvar-se de la massacre perquè s'escapa de l'església després que els alemanys hagin anunciat que perdonarien la vida a aquells que aconseguissin escalar fins a la finestra i sortir-ne tot abandonant els infants a l'interior.
El jove esdevé així testimoni d'un macabre infern on ciutadans belarussos són incinerats vius en una llarga i agònica cerimònia acompanyada de granades i trets que els exaltats i eufòrics alemanys llancen contra l'església en flames. L'indecent espectacle és aplaudit pels nazis, que celebren amb disbauxa la inhumana massacre en massa mentre es fan fotos amb l'església de rerefons i al costat de l'incrèdul i abatut Fliora que, visiblement fora de si, ha envellit de cop i volta molts anys i ja no té l'aspecte d'un infant.